# دي. إي. ستيفنسون
دي. إي. ستيفنسون (بالإنجليزية: D. E. Stevenson) (و. 1892 – 1973 م) هي روائية، وكاتِبة من المملكة المتحدة، والمملكة المتحدة لبريطانيا العظمى وأيرلندا، توفيت عن عمر يناهز 81 عاماً.